# Конклава (филм)
Конклава (енгл. Conclave) је политички трилер из 2024. године, режисера Едварда Бергера, према сценарију који је Питер Строн написао на основу истоименог романа Роберта Хериса. Главне улоге у филму тумаче Рејф Фајнс, Стенли Тучи, Џон Литгоу, Серђо Кастелито и Изабела Роселини. Радња филма прати кардинала Томаса Лоренса (Фајнс), који организује конклаву за избор новог папе и почиње да истражује тајне и скандале који окружују главне кандидате.
Филм је премијерно приказан 30. августа 2024. у Телјурајду, док је у америчким биоскопима изашао 25. октобра исте године, односно 7. новембра у Србији. Наишао је на позитивне реакције критичара, који су нарочито похвалили глуму, режију, сценарио и фотографију. Национални одбор за рецензију филмова и Амерички филмски институт су га прогласили једним од десет најбољих филмова 2024. године. Био је номинован за осам Оскара, укључујући онај за најбољи филм, а победу је однео у категорији за најбољи адаптирани сценарио.

## Радња
Након што папа умре од срчаног удара, Кардиналски збор, под вођством декана Томаса Лоренса, састаје се како би изабрао његовог наследника. Четири водећа кандидата су Алдо Белини из Сједињених Америчких Држава, либералних схватања попут недавно преминулог папе; Џошуа Адејеми из Нигерије, социјални конзервативац; умерени Џозеф Тремблеј из Канаде; и Гофредо Тедеско из Италије, тврди традиционалиста.
Јануш Возњак, префект папског двора, тврди да је преминули папа затражио Тремблејову оставку исте ноћи када је преминуо, што Тремблеј пориче, док Белини својим присталицама говори да му је циљ да спречи Тедеска да постане папа. У међувремену, Лоренс је изненађен последњим доласком надбискупа Винсента Бенитеза из Кабула, кога је преминули папа прошле године именовао кардиналом in pectore.
Лоренс држи хомилију у којој охрабрује збор да прихвати несигурност, што неки тумаче као изјаву о његовим папским амбицијама. Након првог гласања, нико не осваја потребну двотрећинску већину, иако Адејеми има малу предност, а Белини и Лоренс деле либералне гласове. Рејмонд О’Мали, Лоренсов помоћник, прикупља позадинске информације о Бенитезу, током чега сазнаје да му је преминули папа платио авио карту за Женеву за отказани медицински преглед.
Другог дана, док су на паузи за ручак, збор сведочи сукобу између Адејемија, који тренутно води у гласовима, и сестре Шануми, часне сестре недавно пребачене из Нигерије у Ватикан. Лоренс приватно разговара са Шануми, која исповеда недозвољену везу са Адејемијем која је довела до рођења њиховог сина. Иако је Лоренс обавезан на тајност, гласине чине штету Адејемијевој кандидатури. Белини невољно одлучује да подржи Тремблеја.
Сарађујући са сестром Агнес, монахињом која надгледа смештај кардинала, Лоренс открива да је Тремблеј организовао Шанумин долазак. Када га испита о овоме, Тремблеј тврди да је то урадио на захтев преминулог папе. Лоренс затим улази у одаје преминулог папе и открива документе који указују да је Тремблеј починио симонију. Он показује те документе Белинију, чији апел да не откривају њихово постојање осталима изазива свађу између њих.
Трећег дана, након што открије Тремблејове поступке, Лоренс се мири са Белинијем и одлучује да се супротстави Тедеску. Он гласа за себе током шестог круга гласања, које је прекинуто експлозијом која га баца на под и оштећује Сикстинску капелу. Збор сазнаје да је експлозију изазвао самоубилачки бомбаш који је активирао бомбу у близини Ватикана, усмртивши многе у гомили. Тедеско позива на религијски рат, док Бенитез каже да насиље не треба узвратити насиљем. Збор потом огромном већином бира Бенитеза на седмом гласању, а он бира папско име „Иноћентије”.
Лоренс је испрва ентузијастичан све док га О’Мали не одведе на страну да разговара о природи Бенитезовог отказаног медицинског прегледа. Он се потом суочава са Бенитезом, који открива да је рођен са материцом и јајницима, али није знао да их има све док није имао операцију слепог црева. Био је заказао преглед за лапароскопску хистеректомију, али је потом одлучио да је одложи јер је веровао да га је Бог створио таквим какав је. Лоренс шета по Ватикану, слушајући како гомила слави избор Бенитеза, пре него што се врати у своју собу и отвори прозор.

## Улоге
| Глумац           | Улога                    |
| ---------------- | ------------------------ |
| Рејф Фајнс       | кардинал Томас Лоренс    |
| Стенли Тучи      | кардинал Алдо Белини     |
| Џон Литгоу       | кардинал Џозеф Тремблеј  |
| Серђо Кастелито  | кардинал Гофредо Тедеско |
| Изабела Роселини | сестра Агнес             |
| Лусијан Мсамати  | кардинал Џошуа Адејеми   |
| Карлос Диез      | кардинал Винсент Бенитез |
| Брајан Ф. О’Бирн | монсињор Рејмонд О’Мали  |
| Јацек Коман      | архибискуп Јануш Возњак  |
| Мераб Нинидзе    | кардинал Сабадин         |
| Томас Лојбл      | архибискуп Мандорф       |
| Лорис Лоди       | кардинал Вилануева       |
| Роберто Читран   | кардинал Ломбарди        |
| Балкиса Маига    | сестра Шануми            |